# Lucas Hey
Lucas Boel Hey (født 13. april 2003 i Dragør, Danmark) er en dansk professionel fodboldspiller, der spiller for RSC Anderlecht.

## Karriere

### Lyngby Boldklub
Den 24. maj 2021 debuterede Lucas Hey for Lyngby Boldklub’s førstehold mod Vejle Boldklub. Den 13. januar 2022 blev det offentliggjort, at Lucas Hey skrev kontrakt med Lyngby Boldklub’s førstehold.

### FC Nordsjælland
Den 7. juli 2023 blev det offentliggjort, at Lucas Hey skiftede til Lyngby’s rivaler, FC Nordsjælland.